# Szymanowice (Niskowa)
Szymanowice – przysiółek wsi Niskowa w Polsce, położona w województwie małopolskim, w powiecie nowosądeckim, w gminie Chełmiec. Leży we wschodniej części Beskidu Wyspowego.
Dawniej gmina katastralna Szymanowice, równoznaczna politycznej gminie jednostkowej Niskowa.